# Medalha Vitória (horticultura)
A Medalha Vitória  de horticultura  ( Victoria Medal of Honour ( VMH ) ) é concedida  pela Sociedade Real de Horticultura para as personalidades mais importante em horticultura  do  Reino Unido. Este prêmio foi criado em  1897 com o objetivo de comemorar o sexagésimo-terceiro aniversário do reinado da  Rainha Vitória (1819-1901).

## Laureados
- 1897 - John Gilbert Baker
- 1897 - Henry John Elwes
- 1902 - Mordecai Cubitt Cooke
- 1906 - Richard Irwin Lynch
- 1912 - Sir David Prain
- 1912 - Ernest Henry Wilson
- 1925 - Sir William Wright Smith
- 1917 - Alfred Barton Rendle
- 1921 - George Forrest
- 1944 - John Hutchinson
- 1955 - Lilian Snelling
- 1968 - Graham Stuart Thomas
- 1979 - Christopher Hamilton Lloyd
- 1987 - Beth Chatto
- 1988 - Roy Lancaster
- 1993 - Alan Hardy
- 1999 - Sir Ghillean Tolmie Prance
- 2002 - David Austin
- 2002 - Peter Beales, Peter Seabrook e Andrew Dunn
- 2004 - Ray Bilton, David S. Ingram e Alan Titchmarsh
- 2005 - Martin Lane Fox, Tony Lord, Edmund de Rothschild e Tom Wood
- 2006 - Jim Buttress, Sibylle Kreutzberger, Pamela Schwerdt e Dr. Henry Oakeley

## Ligação externa
- "Prêmios da Sociedade Real de Horticultura" ( em inglês)